# Augusto Alexandre Barjona de Freitas
Augusto Alexandre Barjona de Freitas (Coimbra, 10 de Julho de 1857 — Vila Nova de Ourém, 19 de janeiro de 1912) foi um médico e político. Foi deputado às Cortes pelo círculo eleitoral de Montemor-o-Velho, eleito pelo Partido Regenerador, e em 1900 sucedeu a seu pai, o estadista Augusto César Barjona de Freitas, como par do reino, mantendo-se na Câmara dos Pares até à implantação da República Portuguesa em 1910.